# Euro Hockey Challenge 2016
Euro Hockey Challenge 2016 byl šestým ročníkem této hokejové soutěže, který začal 6. dubna 2016 zápasem mezi Českem a Německem a skončí 30. dubna 2016 utkáním mezi Švýcarskem a Lotyšskem. Dvanáct nejlepších evropských týmů bylo rozděleno do čtyř skupin podle žebříčku IIHF. Soutěž má čtyři soutěžní kola, přičemž týmy elitní evropské čtyřky (Česko, Finsko, Švédsko a Rusko) sehrají poslední dvě kola současně jako finále soutěže Euro Hockey Tour. Zápasy slouží pro národní týmy jako příprava na mistrovství světa v Rusku v roce 2016. Vítězem minulého ročníku je Česko.

## Účastníci
Euro Hockey Challenge 2016 se zúčastní dvanáct nejlepších evropských mužstev, vybraných dle žebříčku IIHF.
| - Švédsko - Finsko - Rusko - Česko | - Švýcarsko - Slovensko - Lotyšsko - Norsko | - Bělorusko - Francie - Německo - Dánsko |

## Legenda
Toto je seznam vysvětlivek použitých v souhrnech odehraných zápasů.
| - PH1 – Branka v přesilové hře (5 na 4) - PH2 – Branka v přesilové hře (5 na 3) - VO1 – Branka v oslabení (4 na 5) | - VO2 – Branka v oslabení (3 na 5) - SV – Gól při signalizovaném vyloučení - PB – Gól do prázdné branky | - PP – Gól při odvolání brankáře (power play) - ts. – Gól z trestného střílení - vla. – Vlastní gól |

## Zápasy
| 6. dubna 2016 18:00 | Česko          | 7 : 2    | Německo              | Zlatopramen Arena, Ústí nad Labem |  |
| Pavel Francouz      | Pavel Francouz | Brankáři | Mathias Niederberger |                                   |  |

| 8. dubna 2016 18:00 | Česko         | 2 : 1    | Německo        | Zlatopramen Arena, Ústí nad Labem |  |
| Dominik Furch       | Dominik Furch | Brankáři | Timo Pielmeier |                                   |  |

| 7. dubna 2016 17:30 | Finsko | 3 : 2 | Slovensko | Porin jäähalli, Pori |  |

| 8. dubna 2016 17:30 | Finsko | 6 : 1 | Slovensko | Turkuhalli, Turku |  |

| 7. dubna 2016 19:00 | Švédsko | 3 : 5 | Švýcarsko | Ljungby Arena, Ljungby |  |

| 8. dubna 2016 19:00 | Švédsko | 5 : 1 | Švýcarsko | Lindab Arena, Ängelholm |  |

| 8. dubna 2016 17:00 | Rusko | 2 : 1 PP | Norsko | Ice Palace (Petrohrad), Petrohrad |  |

| 10. dubna 2016 16:00 | Rusko | 4 : 1 | Norsko | Ice Palace (Petrohrad), Petrohrad |  |

| 7. dubna 2016 19:30 | Dánsko | 4 : 6 | Lotyšsko | Gigantium Isarena, Alborg |  |

| 9. dubna 2016 15:00 | Dánsko | 3 : 4 | Lotyšsko | Stiften Stadium, Odense |  |

| 8. dubna 2016 18:00 | Bělorusko | 2 : 1 SN | Francie | Grodno Ice Sport Palace, Grodno |  |

## Tabulka
| Poř. | Tým       | Z | V | VP | VN | PN | PP | P | Skóre | B  |
| ---- | --------- | - | - | -- | -- | -- | -- | - | ----- | -- |
| 1.   | Finsko    | 8 | 7 | 0  | 0  | 0  | 0  | 1 | 29:11 | 21 |
| 2.   | Bělorusko | 8 | 4 | 0  | 1  | 1  | 1  | 1 | 26:18 | 16 |
| 3.   | Česko     | 8 | 4 | 1  | 0  | 0  | 0  | 3 | 26:21 | 14 |
| 4.   | Švýcarsko | 8 | 3 | 2  | 0  | 0  | 1  | 2 | 20:20 | 14 |
| 5.   | Rusko     | 8 | 3 | 1  | 1  | 0  | 0  | 3 | 22:13 | 13 |
| 6.   | Švédsko   | 8 | 4 | 0  | 0  | 1  | 0  | 3 | 25:24 | 13 |
| 7.   | Lotyšsko  | 8 | 3 | 0  | 1  | 0  | 1  | 3 | 25:23 | 12 |
| 8.   | Slovensko | 8 | 2 | 1  | 0  | 2  | 0  | 3 | 17:25 | 10 |
| 9.   | Norsko    | 8 | 2 | 0  | 1  | 1  | 0  | 4 | 17:21 | 9  |
| 10.  | Dánsko    | 8 | 2 | 0  | 0  | 1  | 1  | 4 | 21:27 | 8  |
| 11.  | Německo   | 8 | 2 | 0  | 1  | 0  | 0  | 5 | 20:28 | 8  |
| 12.  | Francie   | 8 | 1 | 0  | 1  | 0  | 1  | 5 | 13:30 | 6  |